# 朱里恩島
朱里恩島（英語：Jurien Island），是南極洲的島嶼，處於陶爾島北端，屬於帕默群島的一部分，處於勒基尤角以北，在1838年3月4日由儒勒·迪蒙·迪維爾繪入地圖和命名，現時由南極條約體系管理。